# Pirati dei Caraibi: Isole in guerra
Pirati dei Caraibi: Isole in Guerra (Pirates of the Caribbean: Isles of War), è un videogioco social network di Facebook del 2013 di tipo social games sviluppato dalla Playdom. Il videogioco è stato chiuso il 2 settembre 2014.

## Modalità di gioco
Il videogioco si basa su funzioni di raccolta risorse e battaglie navali. Per poter progredire nella storia è necessario soddisfare le richieste delle missioni.
Il giocatore deve amministrare un'isola costruendo miniere, magazzini e strutture di difesa per proteggere le proprie risorse. Altro elemento essenziale è sviluppare ricerche per costruire e migliorare alcune strutture come armi da difesa e barriere. Inoltre, il giocatore deve navigare, usando una mappa formata da isole e relitti che sostano fra un'isola e l'altra e da cui si potranno ricavare con atti di pirateria (arrembaggi e sciacallaggi delle navi alla deriva) alcune risorse rare o non producibili sulla propria isola. Il giocatore può anche attaccare isole e navi dell'intelligenza artificiale e di altri giocatori per rubare loro le risorse.